# توماس أرنولد (ضابط شرطة)

توماس أرلوند

توماس أرنولد (7 أبريل 1835 - 1907) كان شرطي بريطاني من العصر الفيكتوري اشتهر بتورطه في مطاردة جاك السفاح في عام 1888 وكان رأيه أن ماري جين كيلي لم تكن ضحية السفاح جاك.